# 2440 Educatio
2440 Educatio је астероид главног астероидног појаса чија средња удаљеност од Сунца износи 2,215 астрономских јединица (АЈ).
Апсолутна магнитуда астероида је 13,1.